# Take me to the water
Take me to the water is een single van Richard Neal. Richard Neal had eerder gezongen bij The Interpreters, Py Set en Franchise. De artiest, later weer werkend onder zijn eigen naam Frans Bronzwaer, bracht pas in 2009 zijn enige muziekalbum Song on the shelf (Liedje op de plank) uit. De belangstelling voor de muziek van Frans Bronzwaer kreeg toen een lichte heropleving door de release van 50 Jaar Nederpop Rare & Obscure, een verzameling vergeten popliedjes uit de jaren zestig en zeventig samengesteld door Leo Blokhuis.
Take me the the water haalde de hitparades van Nederlandse top 40 en Hilversum 3 Top 30 niet. Er werd wel een promotiefilmpje aangemaakt, gefilmd langs de Bosbaan in het Amsterdamse Bos.
Teach In nam voor hun single Can’t be so bad ook een nummer op met de titel Take me to the water. Dat is een ander lied, gebaseerd op een traditional.